# 森広蔵

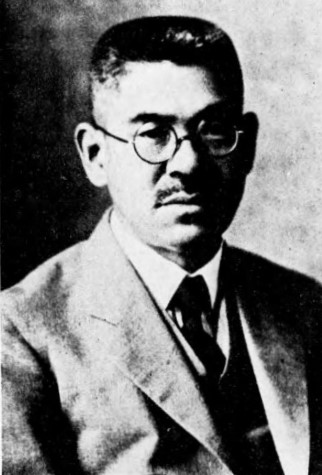
森広蔵

森 広蔵（もり こうぞう、1873年2月24日 - 1944年1月12日）は、日本の実業家。台湾銀行頭取等を経て、安田保善社理事に就任。昭和初期に安田財閥の最高経営者として組織・人事の再編成を行った。東京銀行集会所会長、経団連副会長等も務めた。

## 経歴

### 苦学して東京高等商業学校を卒業し横浜正金銀行に就職
1873年（明治6年）2月24日に鳥取市本町の商家に生まれる。同郷の奥田義人特許局長の玄関番となり特許局で働きながら予備校で学んで、東京高等商業学校（現一橋大学）に入学すると旧藩主による奨学金・寄宿舎に頼りながら、銀行家を目指して学ぶ。1897年（明治30年）7月に卒業すると、高橋是清副頭取の口添えで横浜正金銀行に就職した。1898年（明治31年）3月から上海支店に勤務し、1905年（明治38年）春に満洲の牛荘支店副支配人となった。日露戦争中は銀貨を収集して満洲の戦場へ軍用金を送達し、終戦後は軍票回収にあたった。1907年（明治40年）秋に帰国すると、本店支配人戸次兵吉の欧米視察に随行した。その後、神戸支店副支配人、ロンドン支店副支配人、神戸支店支配人、本店支配人を経て、1922年（大正11年）3月に取締役に就任した。

### 台湾銀行の再建に失敗
当時台湾銀行は鈴木商店の機関銀行となっていて、戦後恐慌・軍縮・海運不況・関東大震災・大豆取引失敗・対外為替相場崩落で鈴木商店が経営難になると、台湾銀行がどんどん融資して援助したが、その融資が固定化して台湾銀行の資金繰りが困難になっていった。1922年（大正11年）には台湾銀行の貸出の三割が鈴木商店になった。日本銀行総裁井上準之助と高橋是清は台湾銀行経営改善のために、1923年（大正12年）3月に森広蔵を台湾銀行の副頭取に据えた。森は1925年（大正14年）8月に頭取になると、金子直吉を鈴木商店の経営から排除して学卒派の高畑誠一に経営再建を託そうとするが、鈴木商店の金子派が猛反対したので実現しなかった。1926年（昭和元年）には台湾銀行の貸出の六割以上が鈴木商店になった。1927年（昭和2年）3月に金融恐慌が始まると、三井銀行からのコールマネー（短期資金）の供給がなくなり台湾銀行は資金繰りに行き詰まり、日本銀行の緊急融資も拒否されて、鈴木商店への貸出を中止したので、4月に鈴木商店が倒産した。その影響で台湾銀行も破綻したので8月に引責辞任し、それから一年半は無職となり無聊をかこった。

### 安田財閥の経営を任される
井上準之助と高橋是清に推薦されて、1929年（昭和4年）に結城豊太郎の後任として安田保善社（安田財閥の持株会社）理事と安田銀行副頭取に就任して、実質的に安田財閥の最高経営者になった。穏健な性格なので安田家や叩き上げの番頭たちの意見を尊重し、財閥内部の融和に努めた。経営では安田善次郎以来の金融一業主義を遵守した。他より遅れて工業部門に進出するのは不利だと考え、工業部門の経営を担う人材が安田財閥には居ないと考えたからである。また、銀行・信託それぞれの部門に分権して自主経営をさせた。昭和初期に安田銀行は預金減少と浅野財閥への貸金の固定化と収益減少に苦しみ、財閥全体の業績がひどく悪化していたが、学卒者たちが、組織的な預金獲得や経営合理化を行い、考査課を新設して固定貸出先の調査と長期回収計画の立案と不良貸出先の再建を行って、安田銀行の業績を著しく改善した。その結果1937年（昭和12年）には、安田財閥は金融業では三井財閥・三菱財閥・住友財閥を上回った。
森広蔵による安田財閥の組織・人事の再編成は、戦後の芙蓉グループ発展の基礎になった。

### 役職
東京手形交換所理事長の座を、三井財閥の菊本と争って手に入れた。
前日銀総裁土方を尻目に、日本銀行参与に就任した。
東京銀行集会所会長、経団連副会長、日本経済連盟会常務理事等も務めた。1940年安田保善社総務理事。

## 趣味
俳句は宗匠格と言われ、諏訪神社では「神つ代の夏の姿や諏訪の森」、車中では「信濃路やアルプス高く梅熟るゝ」、川中島古戦場では「甲信の戦の後や草いきれ」という句を詠んだ。